# (3072) Vilnius
(3072) Vilnius (1978 RS1) – planetoida z grupy pasa głównego asteroid okrążająca Słońce w ciągu 3,35 lat w średniej odległości 2,24 j.a. Odkryta 5 września 1978 roku.